# Redenção (microregio)
Redenção is een van de 22 microregio's van de Braziliaanse deelstaat Pará. Zij ligt in de mesoregio Sudeste Paraense en grenst aan de microregio's Conceição do Araguaia, Marabá, Parauapebas, São Félix do Xingu, Araguaina (TO) en Bico do Papagaio (TO). De microregio heeft een oppervlakte van ca. 21.269 km². In 2006 werd het inwoneraantal geschat op 165.831.
Zeven gemeenten behoren tot deze microregio:
- Pau-d'Arco
- Piçarra
- Redenção
- Rio Maria
- São Geraldo do Araguaia
- Sapucaia
- Xinguara

Mesoregio's: Baixo Amazonas · Marajó · Metropolitana de Belém · Nordeste Paraense · Sudeste Paraense · Sudoeste Paraense

Microregio's: Almerim · Altamira · Arari · Belém · Bragantina · Cametá · Castanhal · Conceição do Araguaia · Furos de Breves · Guamá · Itaituba · Marabá · Óbidos · Paragominas · Parauapebas · Portel · Redenção · Salgado · Santarém · São Félix do Xingu · Tomé-Açu · Tucuruí